# Eelke van der Heide
Eelke van der Heide (5 november 1969) is een Nederlands voormalig voetballer. Hij stond onder contract bij FC Zwolle. Hij speelde als middenvelder.

## Statistieken
| Seizoen | Club          | Land      | Competitie     | Wed. | Goals |
| ------- | ------------- | --------- | -------------- | ---- | ----- |
| 1991/92 | sc Heerenveen | Nederland | Eerste divisie | 0    | 0     |
| 1991/92 | FC Zwolle     | Nederland | Eerste divisie | 18   | 2     |
| Totaal  | Totaal        | Totaal    | Totaal         | 18   | 2     |